# アレクサンダー・ブラウン

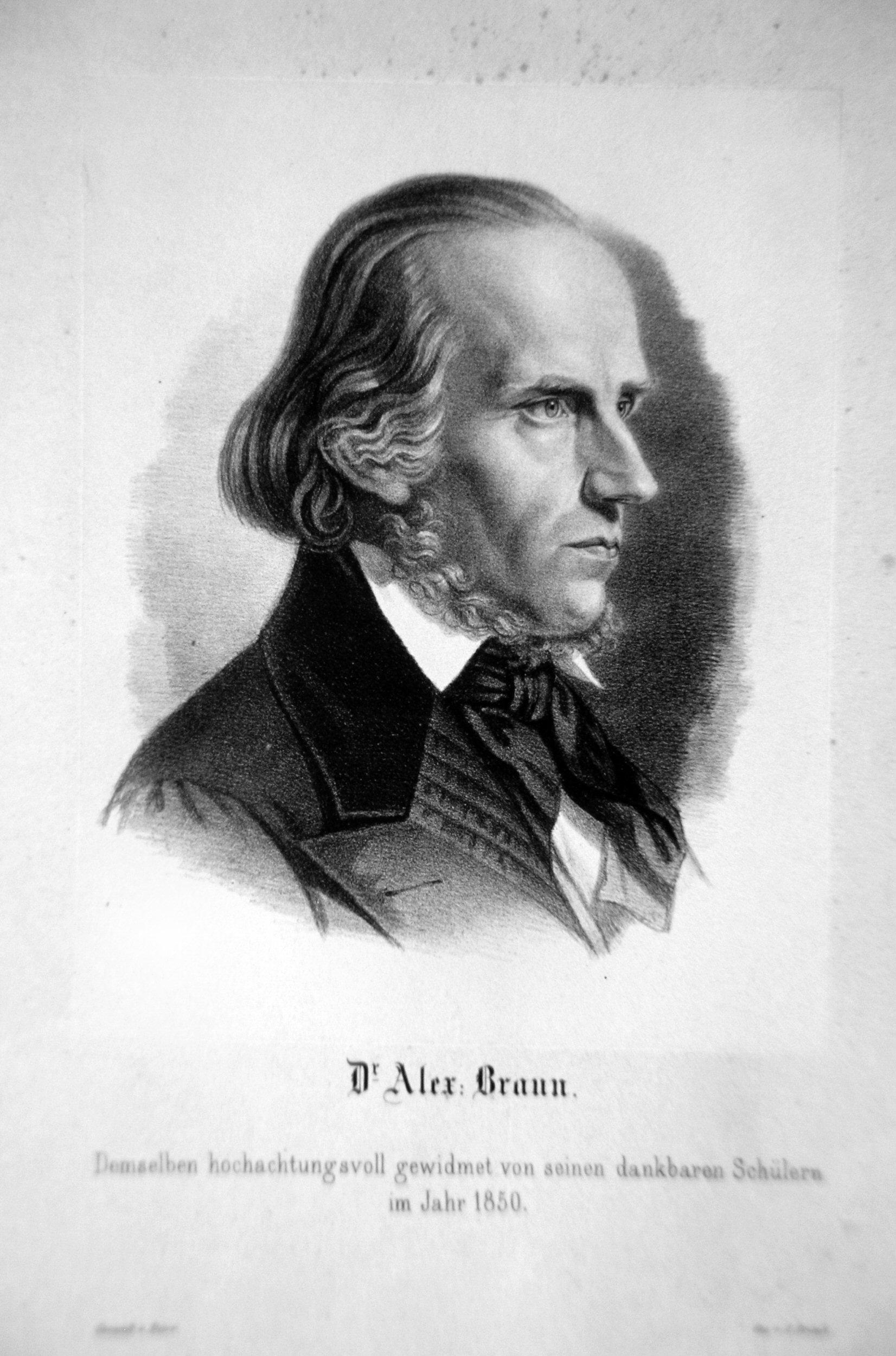
アレクサンダー・ブラウン（1850年）

アレクサンダー・カール・ハインリヒ・ブラウン（ドイツ語:Alexander Carl Heinrich Braun、1805年5月10日 - 1877年3月29日）は、ドイツレーゲンスブルク出身の植物学者。
植物分類体系や比較解剖学の研究で名高く、カールスルーエ大学やアルベルト・ルートヴィヒ大学フライブルク、ユストゥス・リービッヒ大学ギーセン、フンボルト大学ベルリンなどで植物学を教え、同国出身の植物学者カール・フリードリヒ・シンパーと共に、螺旋葉序に於ける開度と数列との関係を示すシンパー＝ブラウンの法則を発見した。

## 生涯
1805年5月10日、神聖ローマ帝国（現:ドイツ）レーゲンスブルクに生まれる。
1824年から1827年にかけてハイデルベルク、パリ、ミュンヘンで医学、自然科学、特に植物学を学んだ。パリなどを放浪中に同国出身の植物学者カール・フリードリヒ・シンパー、ジョージ・エンゲルマンやスイス出身の海洋学者、地質学者、古生物学者ルイ・アガシーと交流を持つようになった。
1830年、レオポルディナ科学アカデミーの会員となった。
ブラウンは1831年までルートヴィヒ・マクシミリアン大学ミュンヘンで植物の研究を行い、1832年まではパリで研究を続けた。
1833年からカールスルーエで動物学、植物学の教授に任命される。
1846年からはアルベルト・ルートヴィヒ大学フライブルクで植物学の教授を務める傍ら、フライブルクの植物園（en:Freiburg Botanical Garden）を管理した。
1850年にはユストゥス・リービッヒ大学ギーセンで、1851年にはフンボルト大学ベルリンで植物学の教授を務めた。
1850年代、ブラウンはドイツ哲学界で著名だったドイツの哲学者フリードリヒ・シェリングの自然哲学の影響を受け、植物の分類にも研究の傾向を示した。
葉序の研究にも友人のシンパーと共に自然哲学の影響を受け、螺旋葉序に於ける開度と数列との関係を示す法則（シンパー＝ブラウンの法則）を発見し、ブラウンらはこの法則を主張した。
1857年、著書『植物の単為生殖』を著す。
1869年にde:Berliner Gesellschaft für Anthropologie, Ethnologie und Urgeschichteの会員となり、亡くなる1877年まで副会長を務めた。
1877年3月29日に亡くなる。
ブラウンの植物分類体系は、その後、同国出身の植物学者アウグスト・アイヒラーの分類を経て、アドルフ・エングラーに受け継がれていった。

## 業績
- シンパーと共に螺旋葉序に於ける開度と数列との関係を示すシンパー＝ブラウンの法則の発見。
- 自然界は常に「若返り」の力が作用していると考えた。
- シダ植物門の一種「Polystichum braunii」に名を残す。